# Амфиболија
Амфиболија (грч. ἀμφιβολία - двосмисленост, двострукост) је стилска фигура која означава двосмисленост неког исказа услед наглашене вишезначности појединих речи или односа више речи у њему.
Амфиболија настаје због лексичке хомонимије, или због двосмислене граматичке конструкције због којих су у истом контексту активна два значења, дословно и пренесено а понекад може да буде последица нејјасне интерпункције, нарочито запети. Припада фигурама речи.

## Употреба
Амфиболија често може да буде нехотична, и да представља грешку, као у реченици: Дете ујело куче, где се не зна да ли је дете нападач или жртва. У насловима у дневним новинама попут наведеног често је грешка против јасности.
Намерно употребљена, амфиболија служи хумору па је зато често средство у шалама, анегдотама, пословицама, афоризмима и изрекама а неретко се виђа и у графитима. По двострукости значења блиска је алузији и игри речима. Може да буде средство ироније. Главно је средство које омогућава двосмисленост пророчанстава.
У логици амфиболијом се означава погрешан закључак изведен из вишезначног појма у силогизму.

## Примери
- Најпознатије Питијино пророчанство гласи: Ibis, redibus, nunquam peribis in bello - што значи: ићи ћеш, вратићеш се, никад нећеш погинути у рату, али може да значи и супротно, у зависности од места на којем се налази запета: Ibis, redibus nunquam, peribis in bello - ићи ћеш, никада се нећеш врати, погинућеш у рату.
- Када у Андрићевој приповетки Прича о кмету Симану ага прекорева Симана зато што одбија да му даје данак, па каже: "Оде ти, Симане, далеко." хтевши да му каже да је претерао, Симан му на то одговара: "Могу ја данас да идем куд год хоћу.", претварајући се да је буквално схватио смисао агиних речи.[1]
- Учитељици се устаје. - значи и да учитељица жели да устане, али и да ђаци треба да устану кад она уђе у учионицу из поштовања. Овде амфиболија представља грешку а не стилску фигуру.
- У шали: "Ивице, како стојиш у школи?" - "Добро. Сваки дан у другом ћошку."

## Сличне стилске фигуре
- Алузија
- Антанаклаза
- Игра речима